# Juniperus monosperma
Espèce
Statut de conservation UICN

 LC  : Préoccupation mineure
Juniperus monosperma est une espèce de plante nord-américaine de la famille des Cupressaceae. C'est un arbre ou un arbuste originaire des États-Unis et du Mexique.

## Description
Juniperus monosperma se développe comme un arbuste ou un arbre à feuilles persistantes qui fait généralement une hauteur de 2 à 7 m, mais peut atteindre (12 mètres et un diamètre de poitrine de plus de 1,3 m. Les branches, droites ou ascendantes du tronc, forment une couronne sphérique ronde à aplatie. Le tronc se ramifie généralement brièvement sur le sol. Les branches droites ont une épaisseur de 0,5 à 1 cm et une section transversale de quatre à six côtés. L'écorce grise à brune se décolle en fines lanières. L'écorce des branches est lisse, celle des branches plus épaisses s'écaille en flocons ou en bandes.
Ses racines s'étendent jusqu'à 61 m sous la surface, ce qui en fait la plante avec les deuxièmes racines les plus profondes, après Boscia albitrunca.
L'espèce se présente sous deux formes allant du vert au vert foncé, qui ont des bords de feuilles finement dentelées et des glandes allongées sur la face inférieure. Moins d'un cinquième de ces glandes forment une substance cristalline blanche. Les feuilles en forme d'aiguille mesurent en général 4 à 6 mm de long ; elles font de 1 à 2 mm de long et de 0,6 à 1,5 mm de large sur les petites pousses, jusqu'à 10 mm de long sur les pousses vigoureuses. Elles ont une couleur bleu-vert sur le dessus des feuilles. Elles ne se chevauchent pas ou seulement sur un quart de leur longueur ; elles sont disposées en verticilles alternés ou opposés de trois paires.
Juniperus monosperma est dioïque avec des cônes mâles et femelles sur des plantes séparées, mais des plantes monoïques occasionnelles peuvent être trouvées. Les cônes mûrissent la même année. Les cônes de baies charnues et résineuses ont une tige droite. Les cônes sont sphériques à ovoïdes. Les cônes mâles mesurent 2 à 4 mm de long, les femelles ont un diamètre de 6 à 8 mm. Lorsqu'ils sont mûres, elles sont de couleur bleu rougeâtre à bleu brunâtre et givrées de bleu-vert. Chacun des cônes porte une à trois graines. Les graines mesurent 4 à 5 mm de long. Les cônes mâles perdent leur pollen à la fin de l'hiver. Ils mûrissent environ 6 à 8 mois après la pollinisation et sont mangés par les oiseaux et les mammifères. Souvent, des cônes peuvent être trouvés avec l'apex des graines exposé ; ceux-ci étaient autrefois parfois considérés comme une espèce distincte Juniperus gymnocarp, mais on sait maintenant que cela est dû aux dommages causés par les insectes aux cônes en développement (et peut affecter de nombreuses espèces différentes de genévrier) ; les graines de ces cônes sont stériles.

## Répartition

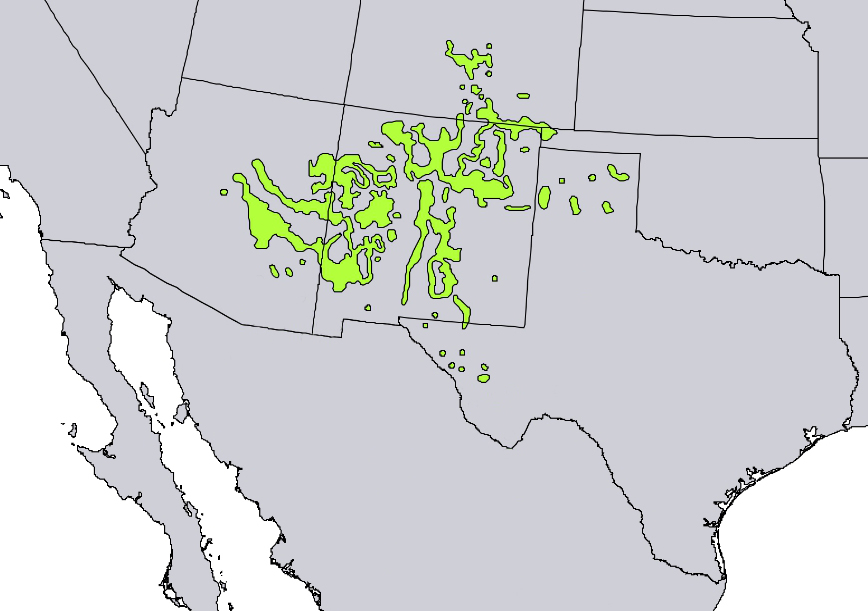
Aire de répartition de Juniperus monosperma

L'aire de répartition naturelle du Juniperus monosperma comprend le sud des États-Unis et le nord du Mexique. Aux États-Unis, l'aire comprend les États de l'Arizona, du sud du Colorado, du Nouveau-Mexique, à l'ouest de l'Oklahoma (Panhandle) et à l'ouest du Texas. On le trouve au Mexique dans le nord du Chihuahua.
Le genévrier se développe à des altitudes de 970 à 2 300 m. Il pousse principalement sur les pentes des sols secs et rocheux.

## Écologie
Les Tamias rufus, Peromyscus boylii, les cailles, les renards, les écureuils et les cerfs mangent les cônes en forme de baie. Les chèvres du Nouveau-Mexique prennent le feuillage.
Juniperus monosperma sert de plante hôte aux chenilles de Digrammia pallorata et Periploca funebris, 
Elle est une plante en association avec Cercocarpus breviflorus, Erigeron rhizomatus (en), Fendlera rupicola (en), Frasera coloradensis (en), Hedeoma todsenii (en), Mentzelia densa (en), Penstemon degeneri, Quercus mohriana, Quercus pungens.

## Utilisation
Les Navajos mangent les cônes mûris à l'automne ou en hiver et fabriquent une teinture à partir de l'écorce et des cônes. Ils utilisent son bois à des fins diverses. Chez les Zuñis, un cataplasme de racine mâchée est appliqué pour augmenter la force des nouveau-nés et des nourrissons. Une infusion des feuilles est également prise pour les douleurs musculaires et comme contraceptif. Une infusion des feuilles est également prise après l'accouchement pour prévenir les crampes utérines et arrêter les saignements vaginaux.
Le bois est également utilisé comme bois de chauffage et cérémoniel, et l'écorce fibreuse déchiquetée est spécifiquement utilisée comme amadou pour allumer les bâtons de feu utilisés pour le feu du Nouvel An. Le bois est résistant à la pourriture et utilisé pour les poteaux de clôture. 
Le genévrier est aussi une plante ornementale.